# Сур (комарка)

Сур (исп. Sur) — район (комарка) в Испании, входит в провинцию Мадрид в составе автономного сообщества Мадрид.

## Муниципалитеты
1. Арройомолинос
2. Батрес
3. Касаррубуэлос
4. Кубас-де-ла-Сагра
5. Эль-Аламо
6. Гриньон
7. Уманес-де-Мадрид
8. Моралеха-де-Энмедио
9. Навалькарнеро
10. Серранильос-дель-Валье
11. Севилья-ла-Нуэва
12. Торрехон-де-ла-Кальсада
13. Торрехон-де-Веласко
14. Вальдеморо